# Wessels
Wessels oder Weßels ist ein deutscher Familienname.

## Herkunft und Bedeutung
Der Familienname Wessels ist ein Patronym zur Variante Wessel des Vornamens Wenzel.

## Namensträger
- André Weßels (* 1981), deutscher Fechter
- Andreas Wessels (* 1964), deutscher Fußballspieler
- Antje Wessels (Altphilologin) (* 1967), deutsche Altphilologin und Hochschullehrerin
- Antje Wessels (Filmkritikerin) (* 1991), deutsche Filmkritikerin
- August Wessels (1870–1952), deutscher Schuhmacher und Fabrikant
- Bernd Wessels (* 1952), deutscher Badmintonspieler
- Bernd-Artin Wessels (* 1941), deutscher Unternehmer und Mäzen
- Bernhard Weßels (* 1955), deutscher Politikwissenschaftler
- Charlotte Wessels (* 1987), niederländische Rocksängerin
- Doris Weßels (* 1962), deutsche Wirtschaftsinformatikerin und Hochschullehrerin
- Emile Wessels (* 1979), namibischer Rugby-Union-Spieler
- Ferdinand Wessels (1899–1950), deutscher Politiker (SPD)
- Frank Wessels (* 1960), deutscher Reeder
- Georg Wessels (* 1952), deutscher Schuhmacher
- Gert Wessels (* 1950), deutscher Offizier, Generalmajor
- Hans-Peter Wessels (* 1962), Schweizer Politiker (SP)
- Herbert Wessels (* 1945), deutscher Journalist
- Jaap Wessels (1939–2009), niederländischer Mathematiker
- Jan-Hendrik Wessels (* 2001), südafrikanischer Rugbyspieler
- Johann Friedrich Wessels (1836–1919), deutscher Küpermeister, Kaufmann und Senator
- Johannes Wessels (Jurist) (1923–2005), deutscher Rechtswissenschaftler und Hochschullehrer
- Johannes Wessels (Physiker) (* 1962), deutscher Physiker
- Johannes Wilhemus Wessels (1862–1936), südafrikanischer Richter
- Jörn Wessels (* 1991), deutscher Basketballspieler
- Louis Weßels (* 1998), deutscher Tennisspieler
- Paul Weßels (* 1957), deutscher Historiker
- Peter Wessels (* 1978), niederländischer Tennisspieler
- Pim Wessels (* 1991), niederländischer Schauspieler
- René Wessels (* 1985), niederländischer Fußballspieler
- Stefan Wessels (* 1979), deutscher Fußballspieler
- Theodor Wessels (1902–1972), deutscher Wirtschaftswissenschaftler
- Ulla Wessels (* 1965), deutsche Philosophin
- Ulrich Wessels (* 1959), deutscher Rechtsanwalt und Notar
- Wolfgang Wessels (* 1948), deutscher Politikwissenschaftler
- Wolfram Wessels (* 1956), deutscher Journalist und Rundfunkhistoriker